# Leucocroton subpeltatus
Leucocroton subpeltatus là một loài thực vật có hoa trong họ Đại kích. Loài này được (Urb.) Alain mô tả khoa học đầu tiên năm 1952.